# 2010年冬季残疾人奥林匹克运动会瑞士代表团
2010年冬季残疾人奥林匹克运动会瑞士代表团是瑞士派出的2010年冬季残疾人奥林匹克运动会代表团。获得1枚金牌和2枚银牌。